# Ikonodulia
Ikonodulia (gr. douleía „służba niewolnicza, niewola”) – oddawanie czci ikonom, obrazom, wizerunkom bóstwa i symbolom rzeczy świętych.